# 神諭之夜
《神諭之夜》是保羅·奧斯特於2003年所推出的小說。

## 故事簡介
大病初癒的小說家西德尼·厄爾在布魯克林區中國人開的文具店，買了一本藍色筆記本，回家後則文泉如注，前所未有地構思了一個新的小說故事。另一方面，厄爾的太太突然在的士上抱頭痛哭，懷孕了又說要墮胎。厄爾面對以上事情，表示會一直愛太太，但在文具店的老闆帶領下，又做出了出軌的行為。厄爾和太太的父執輩約翰傷了腿，托厄爾探訪在戒毒中心的兒子，卻意外知道了太太和約翰兒子如仇人見面。在一段迷茫後，厄爾拋棄了藍色筆記本，認清了與太太的婚姻關係。